# 番仔樓
番仔樓是一種中西結合的閩南民居建築。番仔樓是閩南一帶對於洋樓的稱呼。

## 建造年代
番仔樓最早可以追溯到清朝時期，閩南地區華僑漂洋過海到南洋創業，發財致富后歸國或者匯款回鄉建造番仔樓，現存的番仔樓大部分是在清末到解放前後所建。

## 建造類型
番仔樓主要分為兩類，一類是按照傳統的閩南建築風格木結構建造，用大木作為受力結構。另一類是採用鋼筋水泥所建。兩種方式不僅營造技藝不同，並且從外表上就可以分辨不同，一般而言，傳統技藝建造的番仔樓，大多使用傳統閩南紅磚，而鋼筋混凝土的則是水泥立面，加上閩南紅磚。
採用傳統木結構所建造的番仔樓所包含的中式元素和閩南傳統工藝比鋼筋混凝土的番仔樓比較多。